# فن الذاكرة

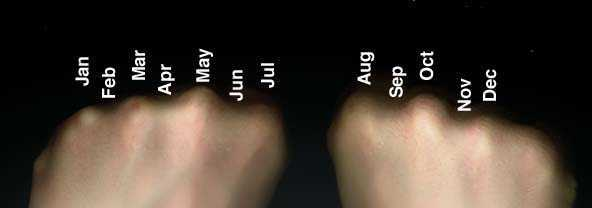
حساب الاشهر باستعمال علامات اليد

فن الذاكرة هو عدد من المبادئ وتقنيات التذكر المستخدمة لتنظيم الذاكرة والانطباعات وتحسين التذكر والمساعدة في الجمع و«اختراع» الأفكار. يُشار إلى «فن الذاكرة»، الذي وعلى الرغم من أن معناه الحرفي هو «الفن التذكاري»، بمصطلح أساليب تحسين الذاكرة. إنه «فن» في الشعور الأرسطي، وهذا يعني طريقة أو مجموعة من الوصفات التي تضيف النظام والانضباط إلى الأنشطة البراغماتية الطبيعية للبشر. كان هذا الفن موجودًا كمجموعة معترف بها من المبادئ والتقنيات منذ ما لا يقل عن منتصف الألفية الأولى قبل الميلاد، وعادة ما ترتبط بالتدريب في البلاغة أو المنطق، لكن متغيرات الفن استُخدمت في سياقات أخرى، خاصة الدينية والمعلقة بالسحر.
تشمل التقنيات المستخدمة عادة في الفن الربط العاطفي لصور الذاكرة في مواقع مرئية، وإنشأ سلسلة أو ربط مجموعات من الصور أو ربط مجموعة من الصور مع الرسومات التخطيطية أو النوتاي («إشارات وعلامات وأشكال» باللغة اللاتينية) وربط النص بالصور. وغالبًا ما تُستخدم واحدة من هذه التقنيات أو جميعها مع التفكر أو دراسة العمارة والكتب والنحت والرسم، التي كان يُنظر إليها من قبل ممارسي فن الذاكرة كعوامل خارجية لصور الذاكرة الداخلية أو/والتشكيل.
نظرا لتنوع المبادئ والتقنيات وتطبيقاتها المختلفة، يستخدم بعض الباحثين مصطلح «فنون الذاكرة» بدلًا من اعتباره فنًا واحدًا.

## الأصول والتاريخ

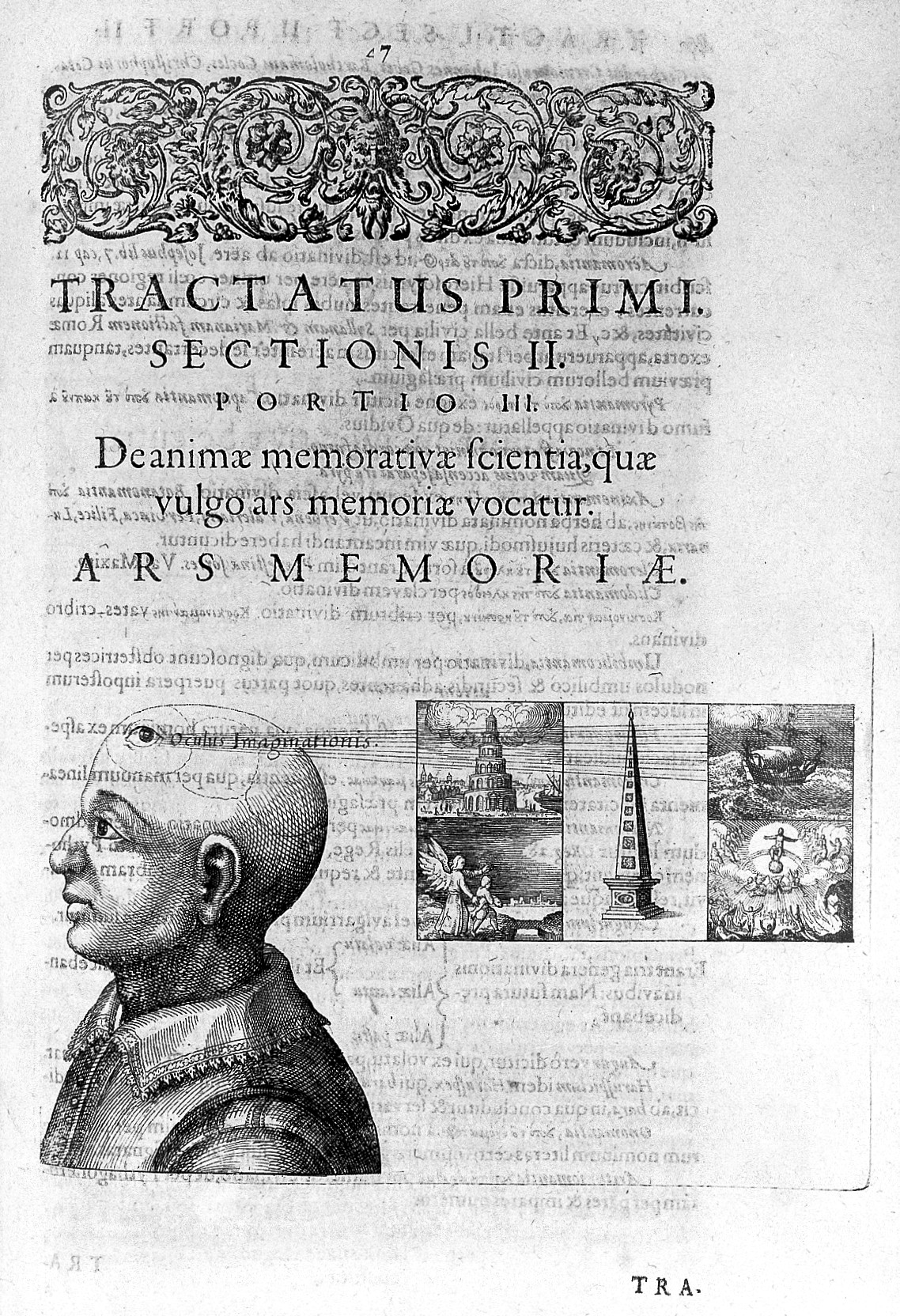
صفحة من كتاب "فن الذاكرة" (Ars Memoriae) لروبرت فلود، وهو جزء من عمله الأكبر "تاريخ الكون المصغر الفوق طبيعي والطبيعي وما بعد الطبيعي والمضاد للطبيعة"

نشأ فن الذاكرة بين الفيثاغورثيين أو في وقت أبكر من ذلك بين المصريين القدامى. تشمل المصادر الكلاسيكية الأولية لفن الذاكرة التي تتناول الموضوع بإسهاب كلًا من خطاب لهيرينيوس (الكتاب 3) ومن الخطيب لشيشرون (الكتاب 2، 350-360)، ومؤسسة الخطابة لكينتيليان (الكتاب 11). إضافة إلى ذلك، يُذكر هذا النوع من الفن في أجزاء من الأعمال اليونانية السابقة مثل دياليكسيس، المؤرخ بنحو 400 م. كتب أرسطو على نطاق واسع عن موضوع الذاكرة، وذكر تقنية توضع الصور لإعطاء ترتيب للذاكرة. أثبتت المقتطفات في عمليه عن الروح وعن الذاكرة والتذكر تأثيرها في إحياء الفن اللاحق بين علماء العصور الوسطى.

تتمحور الرواية الأكثر شيوعًا عن نشأة فن الذاكرة حول قصة سيمونيدس من كيوس، وهو شاعر يوناني مشهور، دُعي إلى إلقاء قصيدة غنائية تكريمًا لمضيفه الذي كان رجلًا نبيلًا من ثيسالس. ذكر سيمونيدس إلى جانب إشادته بمضيفه التوأم الإلهي كاستور وبولوكس. عندما أنهى سيمونيدس القصيدة، قال له الرجل النبيل بكل أنانية، أنه سوف يدفع له فقط نصف المبلغ المتفق عليه، وأن عليه أن يحصل على ما بقي من المبلغ من الإلهين اللذين ذكرهما. بعد ذلك بوقت قصير، قيل لسيمونيدس أن هناك رجلين ينتظرانه في الخارج، فغادر لمقابلتهما إلا أنه لم يجد أحدًا، ثم بينما كان ينتظر خارج قاعة الولائم، انهارت القاعة لتسحق كل من كان بداخلها. كانت الجثث مشوهة لدرجة أنه لا يمكن التعرف عليها لدفنها بشكل لائق، ولكن سيمونيدس كان قادرًا على تذكر مكان جلوس كل ضيف على الطاولة، وهكذا تمكن من التعرف عليهم لدفنهم. تسببت هذه التجربة في إنشاء سيمونيدس للمبادئ التي أصبحت مركزية في التطور اللاحق للفن الذي اخترعه.
استنتج أن الأشخاص الذين يرغبون في تنمية هذه المهارة (الذاكرة) يجب عليهم أن يختاروا أماكن وأن يشكلوا صورًا ذهنية للأشياء التي يرغبون في تذكرها وأن يخزنوا هذه الصور في الأماكن التي اختاروها، بحيث أن ترتيب الأماكن سوف يحافظ على ترتيب الأشياء، وصور الأشياء سوف تدل على الأشياء نفسها، وسنستخدم الأماكن والصور على التوالي كلوح كتابة شمعي والحروف ستكتب عليه.
تكيف الرهبان المسيحيون الأوائل مع التقنيات الشائعة في فن الذاكرة كفن تكوين وتأمل، والذي كان يتماشى مع السياق البلاغي والجدلي الذي دُرس في الأصل. أصبح هذا الفن الطريقة الأساسية للقراءة والتأمل في الكتاب المقدس بعد جعل النص آمنًا داخل ذاكرة المرء. وصل فن الذاكرة إلى العصور الوسطى اللاحقة وعصر النهضة (أو الفترة الحديثة المبكرة) من خلال هذا التقليد. عند إحياء شيشرون وكينتيليان بعد القرن الثالث عشر، فهم باحثون إنسانيون لغة هؤلاء الكتاب القدامى في سياق تقاليد القرون الوسطى التي عرفوها بشكل أفضل، والتي كانت قد تغيرت بشكل كبير من خلال الممارسات الرهبانية للقراءة التأملية والتأليف.
كان للقديس توما الأكويني تأثير مهم في الترويج للفن عندما أقدم خلال اتباعه لتصنيف شيشرون، على تعريفه على أنه جزء من الحكمة وأوصى باستخدامه للتأمل في الفضائل وتحسين التقوى. جاء في المدرسية استخدام الذاكرة الاصطناعية كوسيلة لتجميع الكون كله والطرق إلى الجنة والجحيم. كان الدومينيكانيون مهمين بشكل خاص للترويج لاستخداماته مثل كوزموس روسيليوس.
وصف المبشر اليسوعي ماثيو ريتشي، الذي عمل منذ عام 1582 وحتى وفاته في عام 1610، على تعريف الصين بالمسيحية، نظام الأماكن والصور في عمله، أطروحة عن التذكر. مع ذلك، فقد طوره فقط كعامل مساعد لاجتياز الامتحانات (نوع من الحفظ عن ظهر قلب) بدلًا منه كوسيلة للتكوين الجديد، على الرغم من أنه قد دُرس بشكل تقليدي في كل من الجدلية والبلاغة، كأداة لهذا التكوين أو «الاختراع». من الواضح أن ريتشي كان يحاول الحصول على مصلحة مع الخدمة الإمبراطورية الصينية التي تتطلب فحص قبول صعبًا للغاية.